# Jelkowo (obwód kurski)
Jelkowo (ros. Ельково) – wieś (ros. деревня, trb. dieriewnia) w zachodniej Rosji, w sielsowiecie polewskim rejonu kurskiego w obwodzie kurskim.

## Geografia
Miejscowość położona jest nad rzeką Kriemieniec (prawy dopływ Sejmu), 5,5 km od centrum administracyjnego sielsowietu (Polewaja), 28 km na południowy wschód od centrum administracyjnego rejonu (Kursk), 7,5 km od drogi federalnej R-298 (Kursk – Woroneż – R22 «Kaspij»; część europejskiej trasy E38).
We wsi znajduje się 30 posesji.
Klimat
Miejscowość, jak i cały rejon, znajduje się w strefie klimatu kontynentalnego z łagodnym ciepłym latem i równomiernie rozłożonymi opadami rocznymi (Dfb w klasyfikacji klimatów Köppena).

## Demografia
W 2010 r. wieś zamieszkiwało 50 osób.